# Torrent de Coll d'Ases

El Torrent de Coll d'Ases, respecte del terme de Granera

El torrent de Coll d'Ases és un torrent del terme municipal de Granera, al Moianès.
Està situat a la zona sud-oriental del terme, al sud-est de la masia de Salvatges. Es forma a la Carena de Coll d'Ases, a prop i al nord-est del Coll d'Ases, des d'on davalla cap a l'oest primer, per després girar sobtadament cap al nord just en haver travessat el Camí de Salvatges. Al cap d'uns 650 metres s'uneix amb el torrent del Casalot per formar el torrent de Salvatges just a llevant de la Baga del Salamó.